# Era di D'ni
L'Era di D'ni,nell'universo fittizio del videogioco Myst, è l'Era scritta da Ri'neref, Maestro dell'Arte del Collegamento, per ospitare il gruppo di rifugiati Ronay in fuga dal loro mondo morente di Garternay.
L'Era di D'ni ("Nuovo inizio", nella lingua Ronay), che diede poi il nome alla civiltà D'ni stessa, è in realtà il pianeta Terra.
Questo articolo descrive quelle zone dell'Era D'ni che vengono visitate nei videogiochi della serie di Myst, alcuni dei quali hanno un ruolo importante nella storia stessa degli D'ni.

## La Gola
Conosciuta anche come D'ni - Riltagamin (letteralmente "D'ni - Sconosciuto", nome comune dato alle zone dell'Era sconosciute agli D'ni), La Gola è un crepaccio di origine vulcanica nei pressi di un vulcano spento. Si trova vicino alla vecchia uscita del Grande Pozzo creato dagli D'ni pochi decenni prima della Caduta, che offre un accesso alla Città sotterranea.
Dopo la Caduta, Ti'ana portò suo figlio Gehn con sé alla Gola, e vi stabilì una residenza, sopravvivendo grazie alla raccolta della scarsa acqua e con scambi occasionali con carovane di passaggio. Dopo la partenza di Gehn, Ti'ana rimase col suo nipote, figlio di Gehn, Atrus, fin quando Gehn non lo portò con sé a D'ni.
Atrus in seguito stabilì casa lì vicino, ed è possibile che di tanto in tanto facesse ritorno alla Gola.
Il romanzo Myst- The Book of Ti'ana sembra suggerire che la Gola si trovi da qualche parte in medio oriente, vicino ad una città araba o ottomana di nome Tadjinar, ma è stato in seguito rivelato che in realtà si trova nel deserto vicino alla Contea di Eddy, nel Nuovo Messico, negli USA, sulla proprietà di un certo Jeff Zandi. La sua posizione indicherebbe che il sistema di caverne abitato dall'impero D'ni sia in qualche modo collegato alle Caverne Carlsbad.

## Tomahna
Tomahna è la nuova casa di Atrus e Catherine, in cui si sono spostati dopo gli avvenimenti di Myst e Riven. Qui è nata anche la loro nuova figlia, Yeesha.
Si trova poco distante dalla Gola, ma in una zona diversa.
Tomahna è una piccola oasi in mezzo al deserto; qui Atrus ha costruito una vasta casa composta di vari piccoli edifici in vetro, metallo e legno, sistemati all'interno di una piccola gola rocciosa, collegati da passerelle e un ascensore. Il posto è alimentato da una piccola centrale che sfrutta l'energia prodotta da una piccola cascata che alimenta il laghetto interno del posto.
Dopo il trasferimento da Myst, Atrus si è occupato di vari progetti, primo fra i quali il completamento dell'Era di Releeshan per ospitare gli D'ni.
Lo Straniero visita Tomahna chiamato da Atrus in almeno due occasioni, la prima perché possa vedere il nuovo Libro di Releeshan, che sarà però rubato e che dovrà recuperare; la seconda per aiutare Atrus a capire cosa fare dei suoi figli Sirrus e Achenar, bloccati nelle Ere-Prigione: si tratta del periodo in cui Yeesha viene rapita dai fratelli e poi liberata dallo Straniero.

## Caverne D'ni
Le Caverne D'ni sono un vasto complesso sotterraneo di caverne nei pressi della Gola, che gli D'ni hanno colonizzato al loro arrivo sull'Era e che ospita, tra l'altro, la Città D'ni, la capitale del loro vasto impero.
La caverna principale, che contiene la Città, contiene un lago sotterraneo con una specie non meglio identificata di alghe fluorescenti. Queste alghe fornivano luce sufficiente per illuminare l'intera caverna in un ciclo di circa 30 ore che formava il naturale effetto di notte e dì per gli D'ni. Le alghe furono però quasi sterminate per mezzo di uno sconosciuto metodo di avvelenamento durante l'epoca della Caduta degli D'ni, e ancora la loro popolazione non si è del tutto ristabilita; il risultato è l'eterno crepuscolo che avvolge la Città ai nostri giorni. Pare comunque che con un cibo adatto (una forma molto lavorata di grano pressato) il livello di queste alghe possa temporaneamente essere aumentato per ristabilire il livello precedente di luce.
Il lago contiene diverse isole, dei quali la più grande è Ae'gura; altre grandi isole erano possedute dalle famiglie più ricche, come l'isola di K'veer o l'isola di Katha. Sulle rive del lago, a ridosso delle pareti della Caverna, fu costruita quella che viene chiamata la Città Propria.
La caverna principale è connessa ad altre caverne minori attraverso una rete di gallerie, alcune naturali, altre scavate dagli stessi D'ni. Una serie particolare di gallerie porta in fondo al Grande Pozzo, che permette un accesso alla superficie. Queste gallerie sono rivestite di nara, un materiale altamente lavorato e quasi indistruttibile, che riflette la luce. Molte delle altre caverne sono oscure, ma illuminate artificialmente nel passato dagli D'ni.
Il sistema di caverne D'ni è probabilmente collegato con le Caverne Carlsbad nell'omonimo Parco Nazionale nel Nuovo Messico meridionale.

### La Città
La Città costituisce in cuore dell'impero D'ni, e la maggior parte delle strutture, delle organizzazioni e della popolazione D'ni era situata qui.

#### Ae'gura
Ae'gura è la più grande delle isole nella Caverna principale, assomigliante in qualche modo ad un dente affilato che spunta dalla superficie del lago. Viene a volte chiamata semplicemente La Città, essendo questa la parte più antica della capitale D'ni. Il resto della città viene allora chiamato La Città Propria.

##### Galleria di Kadish
La Galleria di Kadish fu comprata dal Maestro di Gilda Kadish dopo aver lasciato la Gilda degli Scrittori. È organizzata come un'esposizione di opere d'arte, con sculture e grosse vetrate colorate, alcune delle quali contengono indizi per i puzzle di Kadish Tolesa. Alcune delle opere sono di artisti stranieri (non D'ni).
La Galleria di Kadish fu catalogata City Interior 0080 dal DRC quando cominciò la Restaurazione. Aveva completato la fase 5 della sua restaurazione quando le caverne furono chiuse.

##### Tetto del Tokotah
Il Tetto del Tokotah è uno spiazzo sul tetto di un edificio, chiamato Tokotah II, che il DRC ha allestito a mo' di ufficio per lo studio della storia degli D'ni. Ancora vi si trovano, tra le altre cose, alcuni brevi trattati di storia e costumi.

##### Ufficio-Spia
Una piccola stanza schermata in qualche modo dal Grande Zero, ma che poteva osservare l'esterno della Città per mezzo di un periscopio. Douglas Sharper spesso se ne serviva per osservare di nascosto le riunioni del DRC che si tenevano nel Tokotah.

##### Ufficio di Sharper
L'ufficio privato di Douglas Sharper, il mantenitore ufficiale dell'Era di Teledahn. Si trova in uno dei tanti studi delle Gilde al di sopra della Sala delle Gilde e, come probabilmente molti di essi, non ha entrate fisiche, perciò l'unico modo per arrivarci è tramite un Libro di Collegamento.

##### Il Santuario dell'Osservatore
Chiamato anche il Pub del Grande Albero o il Pub dell'Osservatore, questo edificio, sebbene si trovi nella Città, non ha porte verso l'esterno. La caratteristica principale è che ospita un Grande Albero, che rappresenta un concetto importante della civiltà D'ni. Il Pub con l'Albero fu costruito probabilmente intorno all'anno 2000 DE (D'ni Era), e la sua proprietà è passata spesso di mano.
Uno dei suoi proprietari era l'Osservatore, una sorta di profeta D'ni, che scrisse alcuni libri (una raccolta di 5 libri di profezie conosciuta come Parole), secondo lui di ispirazione divina, riguardo alla Caduta e alla Rinascita degli D'ni.

Poco prima della Caduta, divenne anch'esso proprietà del Maestro di Gilda Kadish, che possedeva anche la Galleria e le Ere di Kadish Tolesa, Ahnonay ed Er'cana.
Rolep è il vecchio nome che il luogo aveva durante il beta test del gioco, e che era ancora usato nei nomi dei file nella prima versione online di Uru. L'Osservatore nel suo diario in the Path of the Shell menziona il fatto che Rolep è il luogo dove ha ricevuto per la prima volta le profezie. Questo nome non appare da altre parti.

#### K'veer
K'veer era l'isola nella Caverna D'ni abitata dal nobile Veovis e dalla sua famiglia. È anche il posto dove si svolgono gli eventi finali del racconto Myst: the Book of Ti'ana.
Gehn ne fece la sua base di operazioni a D'ni, e vi tenne prigioniero suo figlio Atrus durante gli eventi di Myst: the Book of Atrus. Anni dopo, Atrus vi fu intrappolato dai figli, ma fu liberato grazie all'intervento dello Straniero alla fine delle vicende di Myst (lo stesso luogo dove inizia il gioco di Riven).
All'inizio del Libro di D'ni Atrus riesce ad aprire l'uscita crollata della stanza con l'aiuto degli Averonesi e avere così accesso al resto della Città.
Nel gioco di Myst questo luogo è conosciuto semplicemente come D'ni.

#### Quartieri
I Quartieri della Città D'ni sono le zone della città costruite a ridosso delle pareti della caverna centrale. Sono costruiti secondo un unico modello, con piccole varianti tra l'uno e l'altro. I quartieri sono accessibili normalmente alla popolazione per mezzo di collegamenti riservati col Nexus, e sono rimasti per questo motivo largamente intatti.
Nel gioco Uru: Ages Beyond Myst e relative espansioni sono esplorabili i quartieri di Bevin, a cui si accede da Relto, e Kirel, il quartiere del DRC.

#### Il Grande Zero
Il Grande Zero (GZ) è un grosso dispositivo situato sulla cima più alta di Ae'gura (che è anche il punto più alto di tutta la Caverna di D'ni) ma di per sé è inaccessibile se non con un collegamento. Si tratta di un enorme emettitore di neutrini usato per stabilire la posizione degli oggetti all'interno delle Caverne; una volta opportunamente calibrato, un KI personale può fornire la propria posizione rispetto al GZ con una terna di coordinate cilindriche.
Il Grande Zero è stata la prima costruzione della Città (il luogo, non il macchinario così com'è ora), ed il suo compito principale è quello di fornire una direttrice per l'edificazione urbanistica D'ni: gli edifici principali, infatti, dovevano sorgere idealmente lungo la linea del Grande Zero, che si diparte dal GZ nella direzione di riferimento per la coordinata azimutale (il Nord magnetico).
Il DRC si riferisce al Grande Zero come "Rezeero", il significato di questa parola D'ni non è noto, ed è per questo che il DRC ha coniato il termine Grande Zero.

### Silos
La Città possiede diversi sili per lo stoccaggio del cibo importato dalle varie Ere. Uno di essi, usato per il grano, può essere raggiunto dall'Era di Er'cana. Non è chiaro dove si trovi esattamente, ma le coordinate fornite dal KI lo porrebbero all'interno della Caverna principale, ma lontano dalla città, in uno dei distretti industriali non visitabili, inizialmente chiamato Uran e poi rinominato Ashem'em. Questo particolare silo serviva a contenere il cibo destinato alle alghe luminescenti della caverna, e non alla popolazione generale.

### Il Grande Pozzo
Il Grande Pozzo era un progetto comune delle Gilde dei Mantenitori, dei Minatori, dei Tagliapietre e dei Topografi, che tentarono di costruire una galleria ed un pozzo verso la superficie. Sebbene il progetto sia stato fermato dal Consiglio di D'ni prima del completamento, è ancora permesso percorrerne una buona parte per arrivare alla Città.

Lo sbocco del Pozzo si trova nei pressi della Gola.

## Caverne Bahro
Le caverne Bahro sono le case degli di alcune creature simili a insetti giganti, i Bahro ("popolo-bestia"), che probabilmente hanno abitato le Caverne da prima che gli D'ni arrivassero.